# Longueira / Almograve
Longueira/Almograve é uma freguesia portuguesa do município de Odemira, com 91,724 km² de área e 2334 habitantes (censo de 2021). A sua densidade populacional é 25,4 hab./km².
Foi criada em 12 de junho de 2001, por desmembramento da freguesia de São Salvador.
Longueira, povoação de brandos costumes, situada entre a planície e o mar, está integrada no parque natural do sudoeste alentejano e costa vicentina. 
Esta é das mais recentes freguesias odemirenses. A freguesia foi criada em 2001 e tinha, na altura, 996 eleitores e uma área de 91,724 km², sendo desanexada da freguesia de São Salvador. Os primeiros esforços para a criação desta nova freguesia surgiram em 1996, altura em que foi criada uma Comissão Promotora.
Inclui as localidades de Longueira, Cruzamento do Almograve e Almograve, localidade-sede da nova freguesia.
A sua área estende-se entre o mar e a margem sul do rio Mira (a jusante de Odemira), onde a charneca e o vale do rio dominam a paisagem. A sua costa oferece bonitas praias encaixadas nas falésias e com extensos areais, como a Praia das Furnas (junto da foz do Mira) ou a própria Praia do Almograve.
Ao nível económico, a freguesia depende da agricultura, pecuária, pesca (existe perto do Almograve o Porto de Pesca de Lapa de Pombas), e do turismo (sobretudo no verão).
No terceiro domingo de agosto realizam-se a festa religiosa dedicada a Nossa Senhora dos Navegantes e a feira anual. Na Longueira comemoram-se os Santos Populares durante todo o mês de junho, sendo a feira anual no dia 23 de agosto.
Em 14 de julho de 1989 deu-se um grande desastre ambiental na costa alentejana, quando o navio Marão teve um acidente ao entrar no Porto de Sines, provocando um derramamento de petróleo que atingiu principalmente a Praia de Almograve.

## Demografia
A população registada nos censos foi:
| Distribuição da População por Grupos Etários | Distribuição da População por Grupos Etários | Distribuição da População por Grupos Etários | Distribuição da População por Grupos Etários | Distribuição da População por Grupos Etários |
| -------------------------------------------- | -------------------------------------------- | -------------------------------------------- | -------------------------------------------- | -------------------------------------------- |
| Ano                                          | 0-14 Anos                                    | 15-24 Anos                                   | 25-64 Anos                                   | > 65 Anos                                    |
| 2011                                         | 187                                          | 141                                          | 714                                          | 314                                          |
| 2021                                         | 184                                          | 198                                          | 1630                                         | 322                                          |

## Património
- Estação arqueológica da Foz dos Ouriços
- Herdade de Vila Formosa
- Igreja do Almograve
- Moinho de Maré do Loural
- Moinho de Vento da Longueira (I e II)

Em 1991 a autarquia comprou o moinho de vento da Longueira, construção de larga envergadura do início dos anos 20.Depois de restaurado, foi contratado um moleiro para que o moinho voltasse a laborar de forma tradicional, sendo usado actualmente pela população local que ai pode comprar farinha ou moer grão, pagando pelo serviço uma maquia de 15% sobre a quantidade do cereal.

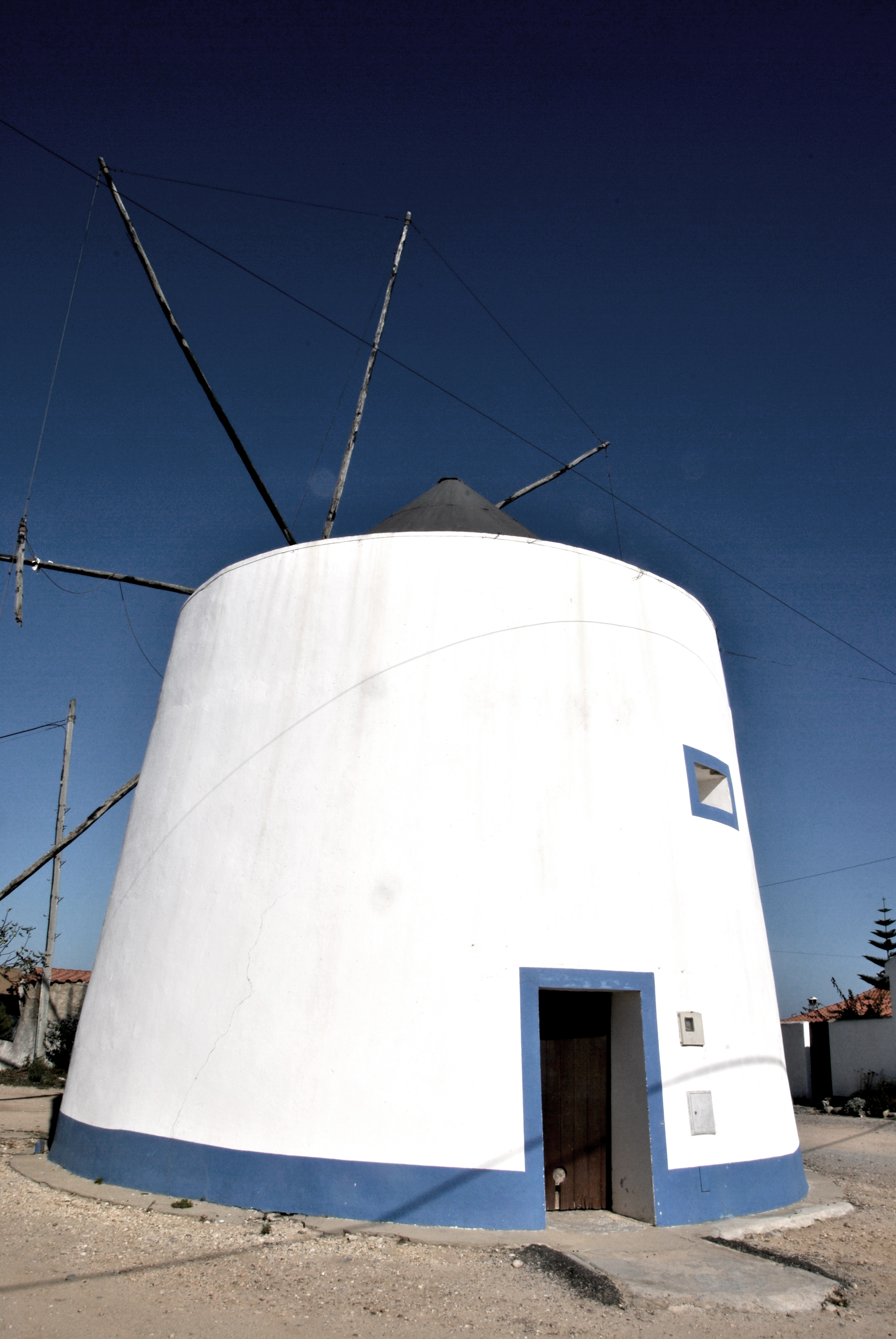
Moinho de vento em Longueira

Os potenciais pedagógicos e turísticos do moinho têm vindo a ser valorizado pela autarquia, sendo muitas vezes utilizados para visitas de estudo e elaboração de trabalhos de alunos de vários estabelecimentos de ensino.